# Conferenza di Lambeth
La conferenza di Lambeth è la riunione assembleare di tutti i vescovi della Comunione anglicana. Ha luogo ogni dieci anni nel Lambeth Palace, situato in un quartiere londinese e sede dell'arcivescovo di Canterbury, da cui viene convocata ufficialmente.

## Origine e funzione

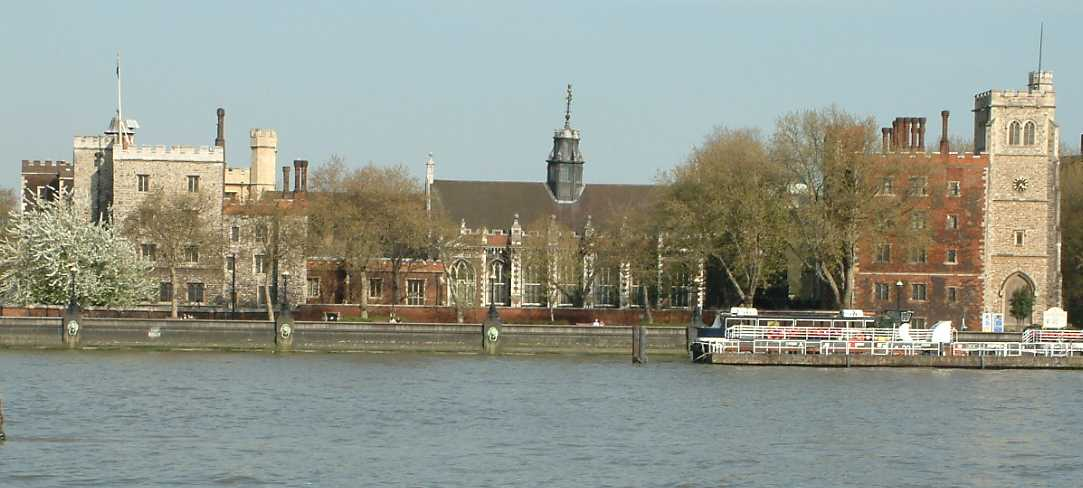
Il palazzo Lambeth a Londra

La conferenza di Lambeth si tenne per la prima volta nel 1867, su richiesta del vescovo John Henry Hopkins del Vermont, che in una lettera del 1851 suggerì all'arcivescovo di Canterbury di convocare un sinodo di tutti i vescovi anglicani al fine di discutere alcune problematiche inerenti alla chiesa anglicana in Nord America. 
La necessità di un incontro di tutte le chiese facenti parte della comunione anglicana deriva dal fatto che queste non sono riunite in una struttura unica, ma sono organizzate nei diversi paesi in cui esistono come chiese indipendenti. Da questo, l'esigenza di un incontro che permettesse il confronto tra i vescovi dei diversi paesi. La proposta inizialmente incontrò resistenza da parte di alcuni vescovi ma l'arcivescovo Longley, in carica in quel tempo, stimò che le funzioni della conferenza di Lambeth sarebbero state diverse da quelle dei singoli sinodi regionali, e quindi la convocò.
La conferenza di Lambeth, una volta riunitasi, emana delle Risoluzioni (Resolutions) di ordine dottrinale, etico o sociale. Queste, tuttavia, non hanno carattere cogente per le diverse chiese che partecipano alla Conferenza, né legale, ma sono comunque influenti. La leadership dell'arcivescovo di Canterbury, quindi della Chiesa d'Inghilterra è simbolica.
Dal 1988 anche i vescovi vetero-cattolici dell'Unione di Utrecht partecipano ai lavori della conferenza, come anche alcune chiese dell'Africa, dell'Asia e dell'America Latina che si sono staccate da Roma e si sono avvicinate all'anglicanesimo.